# Vila Mendel din Turda

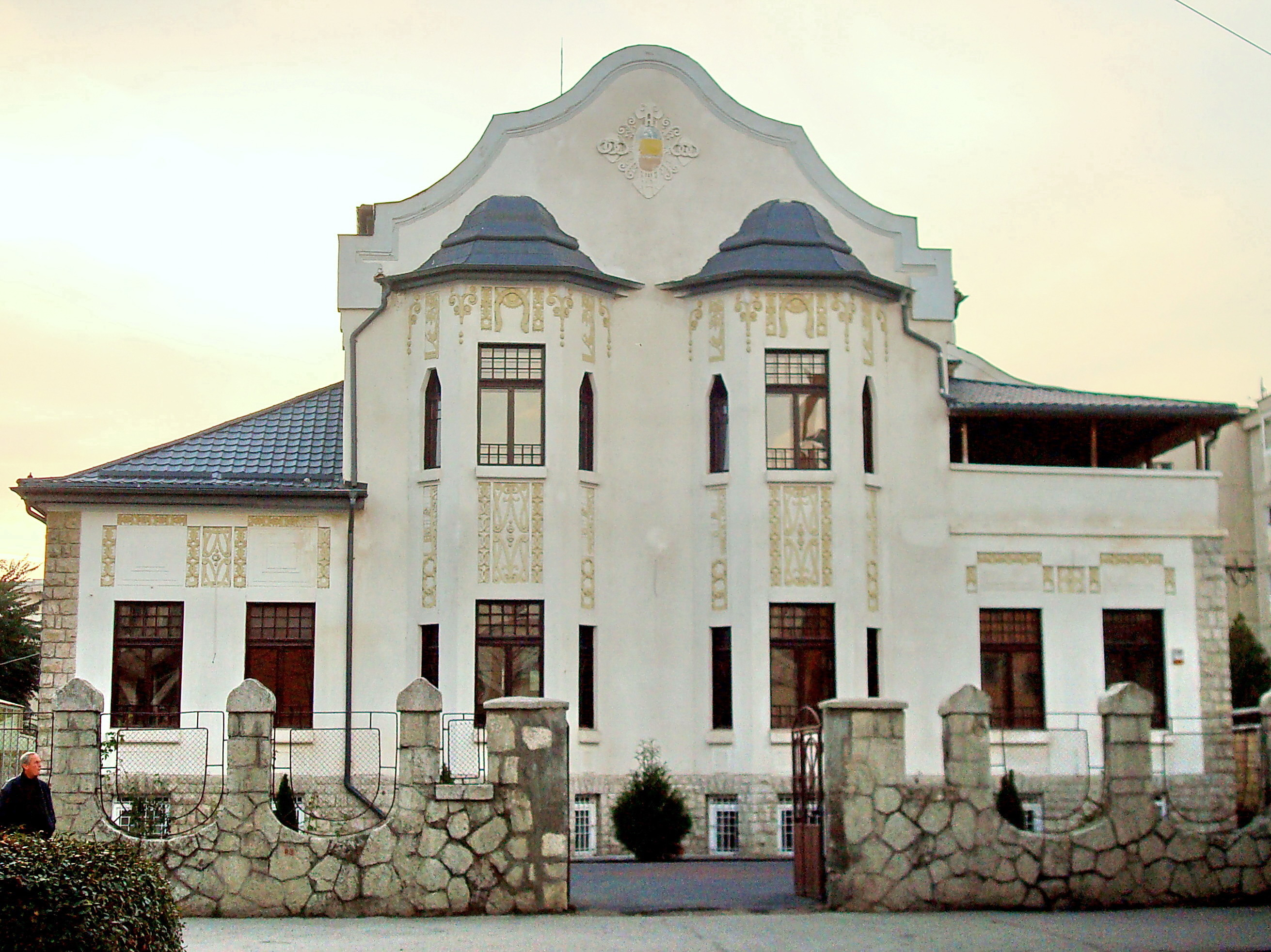
Vila Mendel din Turda
(str. Dr. Ioan Raţiu nr. 25)

Vila Mendel din Turda este o clădire construită în 1902 în stilul arhitectural cunoscut ca Secession, de asemenea ca Art Nouveau sau Jugendstil.

## Istoric
În anul 1872 comerciantul evreu Simon Mendel și-a construit o casă pe strada Avram Iancu nr. 11 în Turda, unde a locuit până în anul 1902, când s-a mutat în vila construită de el în stil Secession  pe strada Dr. Ioan Rațiu nr. 25 (numită Vila Mendel). Casa din str. Avram Iancu nr. 11 a donat-o comunității evreiești, în anul 1903 deschizându-se aici o școală confesională evreiască care a funcționat până în anul 1948. 
După al Doilea Război Mondial „Vila Mendel” a fost naționalizată, aici funcționând între 1948 și 1989 „Casa Armatei”, după aceea, după 1989, „Cercul Militar,” iar în prezent un restaurant.

## Galerie de imagini

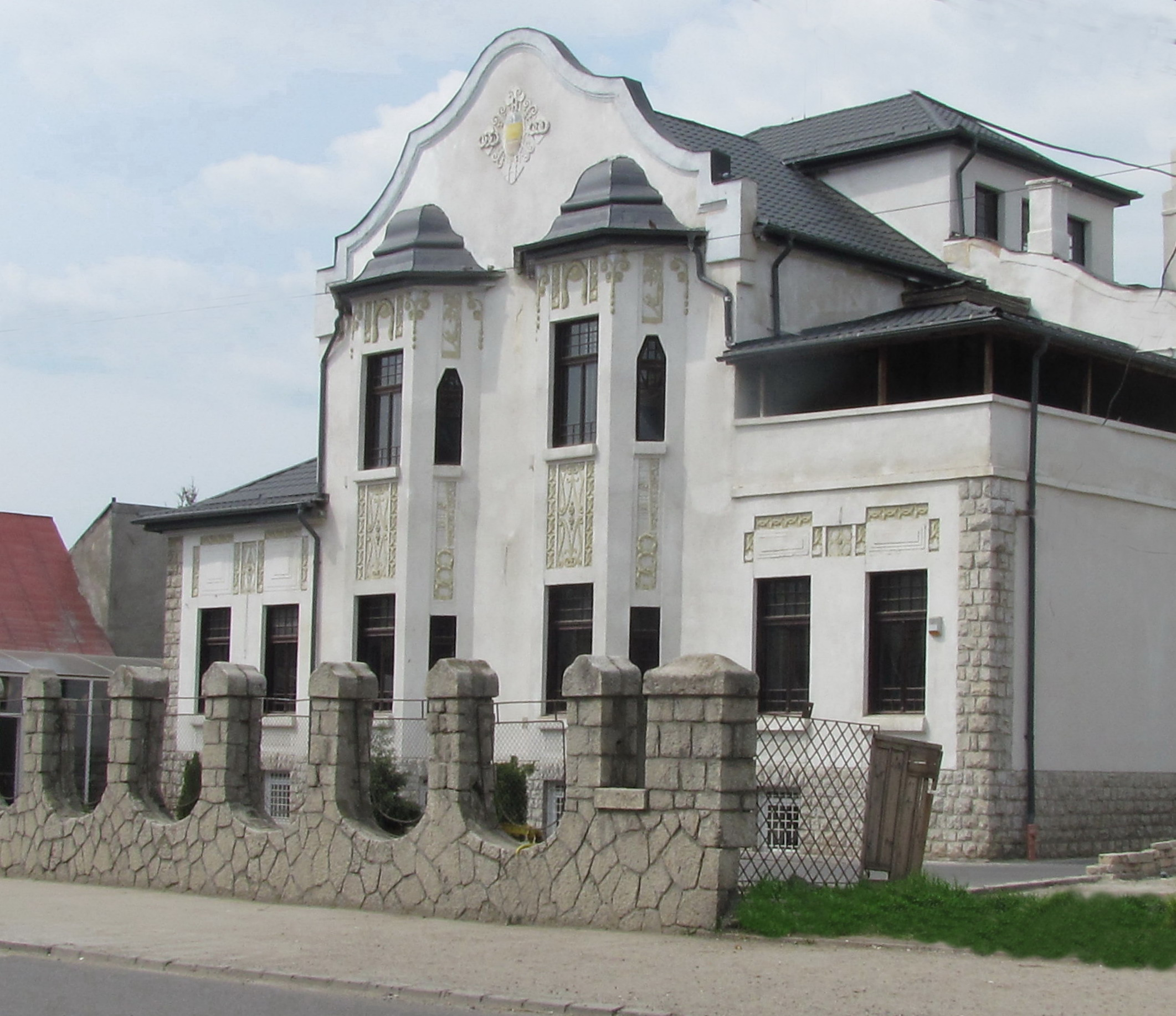
Vila Mendel (faţada principală)